# Semantica concettuale
La semantica concettuale, conosciuta anche come Conceptual Semantics (CS), è un modello di analisi semantica sviluppato principalmente da Ray Jackendoff che ha come obiettivo la caratterizzazione degli elementi concettuali attraverso i quali la mente umana è in grado di comprendere parole e frasi, fornendo così una rappresentazione semantica esplicativa (si veda Toward an explanatory semantic representation, in «Linguistic inquiry», n. VII, 1976). In questo ambito, si dice esplicativa una teoria linguistica in grado di descrivere come una componente del linguaggio viene acquisita dal bambino, seguendo la teoria dei Levels of adequacy, introdotta da Noam Chomsky in Aspetti della teoria della sintassi (1965).
Recentemente la semantica concettuale, e più in generale la semantica lessicale, hanno acquistato importanza in ambito linguistico e psicolinguistico. Molti studi moderni di sintassi (come le parole si combinano per formare frasi) hanno prodotto teorie che prendono in esame elementi idiosincratici rispetto alle parole stesse. Per tale ragione, è necessario sviluppare una valida teoria che tenga in considerazione le proprietà semantiche delle parole.

## Significato e Decomposizione
Come in molte altre teorie semantiche, Jackendoff ritiene che per analizzare il processo di concettualizzazione lessicale, sia necessario utilizzare un metodo di tipo decomposizionale. Così come negli studi fisici si procede riducendo l'oggetto in parti più piccole, anche uno studio scientifico della concettualizzazione deve operare una scomposizione (o decomposizione) del significato in parti minori. Un processo simile non può, ovviamente, procedere all'infinito. Il punto di arrivo è la struttura concettuale, vale a dire il livello delle rappresentazioni mentali che funge da codifica della realtà esterna, contenente gli elementi concettuali più primitivi, dai quali vengono creati nuovi significati, e le regole di combinazione.
In sintassi generativa si hanno un insieme finito di categorie sintattiche e di regole in grado di combinarle. Allo stesso modo la semantica concettuale prevede un numero finito di elementi detti primitivi concettuali e di principi di combinazione mentale che ne governano l'interazione. 
Tali regole e i primitivi a cui fanno riferimento vengono racchiuse da Jackendoff all'interno della grammatica dei concetti frasali (Cfr. grammar of sentential concepts in Jackendoff, 1990:9). Il suo punto di partenza è un'attenta analisi del significato dei lessemi finalizzata a far emergere parallelismi e divergenze intrinseci alla natura stessa delle strutture concettuali. Come lui stesso sostiene, il suo metodo mostra che l'organizzazione psicologica
sulla quale si basa il significato «si trova poco al di sotto della superficie formata dagli elementi lessicali da noi utilizzati nella vita di tutti i giorni» e, in quanto tale, è possibile auspicarne un'analisi più approfondita. Jackendoff ritiene sia necessario un approccio di tipo decomposizionale allo scopo di esaminare la struttura concettuale, in cui i concetto posto alla base del significato della singola parola è scomponibile in elementi più piccoli: i primitivi concettuali, che potremmo considerare come equivalenti semantici dei tratti fonologici.
La struttura concettuale di un oggetto lessicale è un elemento dotato di zero o più slot argomentali, che vengono riempiti dai complementi sintattici di cui l'oggetto dispone. Questo sistema permette di realizzare connessioni interessanti tra significati apparentemente non correlati; pur tuttavia, essa mostra delle debolezze per la natura superficialmente arbitraria dei costituenti concettuali presi in considerazione.

## Punti deboli della semantica concettuale
Il modello ideato da Jackendoff mostra una debolezza fondamentale: il carattere astratto dei suoi elementi primitivi. Seppure, infatti, esso ci permette di stabilire relazioni tra significati apparentemente non correlati, nulla sembra essere in grado di confermare che tali connessioni siano reali dal punto di vista cognitivo. Ovviamente, più è astratto il primitivo preso in esame, maggiore è il numero di connessioni potenzialmente realizzabili tra i domini (una critica simile a quella mossa in merito al grado di arbitrarietà della semantica cognitiva). Ad esempio, cosa ci dà conferma della reale esistenza di un tratto semantico come [PLURALE]?
Agli esordi, la teoria di Jackendoff si mostra apparentemente arbitraria e svincolata: lo studioso ricerca semplicemente strutture concettuali plausibili, ma senza poter disporre di procedure chiare per determinare quando un primitivo è giustificato. Jackendoff tenta di risolvere il problema in due modi. In primo luogo, spiega che pretendere dalla sua teoria una giustificazione dei suoi elementi primitivi sarebbe troppo precoce: come in qualunque altra scienza immatura, tutto ciò che possiamo fare è formulare delle ipotesi. Solo una buona descrizione dei fenomeni empirici può, infatti, fornire le basi per una teoria vincolata. Secondo, adotta un approccio di tipo olistico per giustificare la validità dei primitivi, arrivando a sostenere che un elemento primitivo, preso singolarmente, non può ricevere una giustificazione:
()